# نبيذ أمريكي

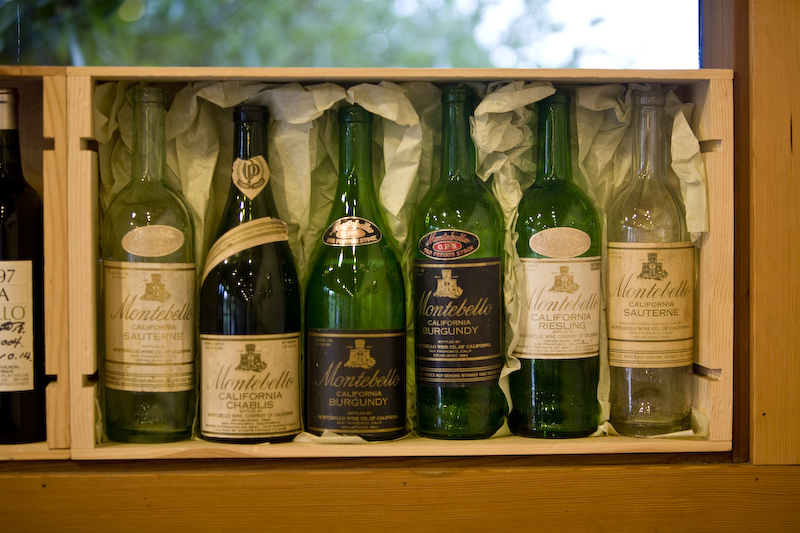
خمور أمريكية

لقد تم إنتاج النبيذ الأمريكي لأكثر من 300 سنة. اليوم، يتم إنتاج النبيذ في جميع الولايات الخمسين، حيث تنتج كاليفورنيا 89٪ من جميع أنواع النبيذ الأمريكي. الولايات المتحدة هي رابع أكبر بلد منتج للنبيذ في العالم بعد فرنسا وإيطاليا وإسبانيا.
تعد قارة أمريكا الشمالية موطنًا للعديد من أنواع العنب المحلية، بما في ذلك كرمة دائرية الأوراق والكرمة الشفوية والكرمة النهرية والكرمة الثعلبية لكن صناعة صناعة النبيذ تعتمد على زراعة الكرمة النبيذية التي قدمها المستوطنون الأوروبيون. مع أكثر من 1,100,000 فدان (4,500 كم 2) من النباتات المتسلقة، الولايات المتحدة هي الدولة السادسة الأكثر زروعًا في العالم، بعد فرنسا وإيطاليا وإسبانيا والصين وتركيا.

## وصلات خارجية
- Appellation America.com U.S. wine region and AVA portal
- All American Wineries U.S. winery and vineyard guide
- Free the Grapes: State wine shipment laws
- Doubtless as Good: Thomas Jefferson's Dream for American Wine Fulfilled An online exhibition from the National Museum of American History, Smithsonian Institution